# Fred Elizalde
Frederick „Fred“ Elizalde (* 12. Dezember 1907 in Manila als Federico Elizalde; † 16. Januar 1979 ebenda) war ein philippinischer Jazzpianist, Arrangeur, Komponist, Orchesterleiter und Rundfunkmanager. Er gilt als einer der Pioniere des britischen Jazz der 1920er Jahre und arbeitete mit Adrian Rollini.

## Leben und Wirken
Als Kind wohlhabender spanischstämmiger Plantageneigner wurde Elizalde auf den Philippinen geboren, der bereits mit vier Jahren ein erstes Menuett komponierte. Er studierte Musik am Madrider Konservatorium bei Bartolomé Pérez Casas, um dann seine Studien am St. Joseph’s College in London fortzusetzen. 1925 wechselte er auf die Stanford University, wo er eigentlich Rechtswissenschaften studieren sollte, aber im Sommer 1926 die Stanford University Band leitete und Unterricht bei Ernest Bloch nahm. Im selben Jahr zog er nach Cambridge, wo er mit seinem Bruder Manuel 1927 eine erste eigene Band gründete, die aus Cambridge-Studenten bestand, die Quinquaginta Ramblers.
Noch im gleichen Jahr wurde Elizalde eingeladen, ein Orchester zusammenzustellen, das im Ballsaal des Savoy Hotels spielen sollte. Er telegraphierte nach New York und engagierte Adrian Rollini und weitere US-amerikanische Musiker, wie den Altsaxophonisten Bobby Davis und den Trompeter Chelsea Quealey. Die Auftritte der Savoy Orpheans, später Fred Elizalde and his Anglo-American Band wurden auch im Radiosender BBC übertragen; ihre „Hot Music“ erregte  den Unwillen vieler Hörer. Unter den jungen Musikern in der englischen Jazzszene sorgte die Band mit Rollini, die von 1928 bis 1929 bestand,
allerdings für Aufmerksamkeit; Elizaldes musikalische Ansichten zum Jazz beeinflussten auch Edgar Jackson, den Initiator der Musikzeitschrift Melody Maker. Der New York Style der amerikanisch-britischen Band um Rollini und Elizalde prägte über Jahre bis in die 1940er Jahre die weitere Entwicklung des Jazz in England; der New Orleans Jazz und der Chicago Style hatten bis 1940 keinen oder kaum Einfluss auf die britische Jazzszene.
Nach seinem Ausstieg bei den Savoy Orpheans um 1930 blieb Elizalde noch eine Weile in England und nahm einige Schallplatten auf. Mitte der 1930er Jahre studierte er in Spanien bei Manuel de Falla und arbeitete danach als Komponist und Orchesterleiter im Bereich der klassischen Musik. In dieser Zeit nahm er wieder seinen Geburtsnamen Federico Elizalde an. Durchgängig hielt er sich von 1935 bis 1937 in Spanien auf, wo er die Oper Le Pajara Pinta verfasste und dann 1936 auf der Seite Francos im spanischen Bürgerkrieg kämpfte, bis er 1937 verwundet wurde. Elizalde verließ Spanien und lebte bis Ende der 1930er Jahre auf den Philippinen. Während des Zweiten Weltkrieges lebte er in Paris und komponierte dort u. a. ein Violinkonzert. 1946 zog er für eine Weile nach Santa Monica in Kalifornien. Im selben Jahr führte er in London sein Klavierkonzert auf; 1950 nahm das London Symphony Orchestra sein Violinkonzert mit Christian Ferras als Solisten auf. Während der 1950er Jahre dirigierte er das Manila Symphony Orchestra, um zu Beginn der 1960er kurzzeitig das Orchester der japanischen Radiogesellschaft NHK zu leiten. Als Sportschütze gehörte er 1954 zur philippinischen Mannschaft bei der Asiade, die mehrere Goldmedaillen holte. Elizalde leitete in dieser Zeit auch den überregionalen Radiosender Manila Broadcasting Corporation, die ihm mit seinen Brüdern gehörte; sein letztes Konzert dirigierte er 1974.